# تاريخ الأدب العربي (بروكلمان)

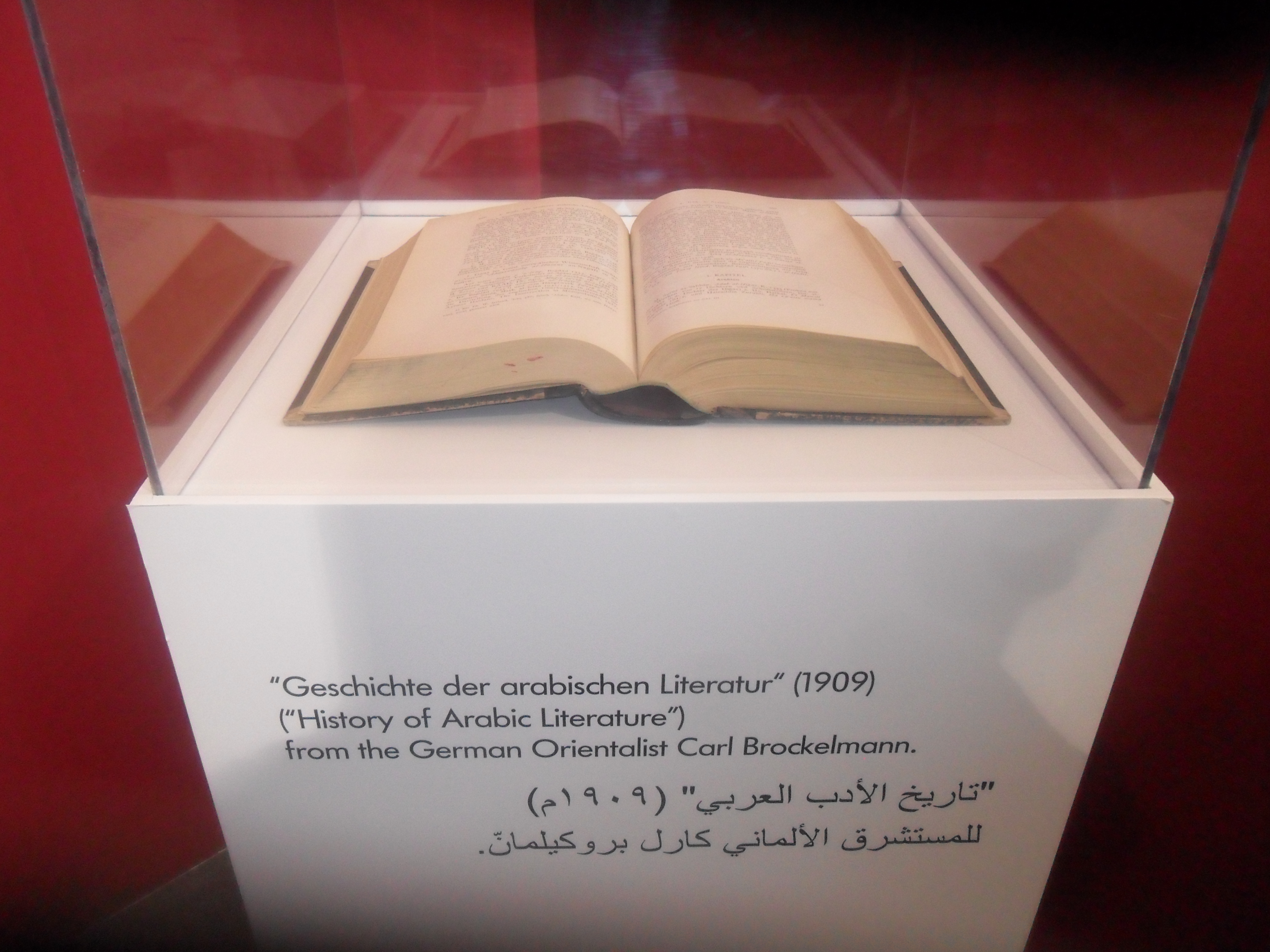
نسخة من كتاب تاريخ الأدب العربي باللغة الألمانية سنة 1909 م.

تاريخ الأدب العربي (بالألمانية: Geschichte der arabischen Litteratur ويعرف اختصارا بـ GAL؛ 1898 - 1942 م) هي أهم وأشهر آثار المستشرق الألماني كارل بروكلمان (ت. 1956 م). قال عبد الرحمن بدوي أن الكتاب «يعد المرجع الأساسي والوحيد في كل ما يتعلق بالمخطوطات العربية وأماكن وجودها.»

## تصنيف الكتاب
أشار بروكلمان إلى فكرة تصنيف الكتاب في محاضرة ألقاها عند مناقشة رسالة للدكتوراه الثانية في أوائل 1893 م. وكان فلبر E. Felber ينشر «مجلة الآشوريات» التي كان يصدرها بتسولد في هيدلبرج، وحين لجأ إليه بروكلمان لنشر «عيون الأخبار» (لابن قتيبة)، ساعده فلبر بنشر الكتاب حيث وجد ناشرا في فيمار مستعدًا لتحمل نفقات الطبع بشرط أن يقدم إليه بروكلمان في نفس الوقت كتاباً آخر أوفر حظاً من الرواج، وكان هذا الشرط الدافع الذي دفع بروكلمان إلى تصنيف الكتاب.
وافق الناشر على فكرة الكتاب المطروحة وعرض مبلغاً سخياً مكافأة لبروكلمان، لكن ما لبث أن تبين لبروكلمان أن هذا الناشر نصاب. ويسرد بروكلمان التفاصيل حيث يقول:
وقد ذكر بروكلمان في كتابه ما يقرب من عشرين ألف مخطوطة مع ذكر أماكن وجودها وأرقامها.

## النشر
عنوان الطبعة الأولى التي نشرها فلبر هو:
- Geschichte der Arabischen Litterature, 1 – 2 Weimar – Berlin, 1998 – 1902

وقد ظهر النصف الأول من الجزء الأول في 1897، والنصف الثاني في 1898، والجزء الثاني في 1902 م. أما عنوان الطبعة التي نشرها بريل فهو:
- Geschichte der Arabischen Litterature. Supplement – band, 1 – 3, Leiden 1937 – 1942

ثم أعاد بروكلمن طبع الطبعة الأولى في مجلدين مع هوامش مطولة، وجعلها متمشية مع طبعة الملحق هذه، في ليدن، 1943 - 1949 م. وهكذا أصبح الكتاب في وضعه النهائي مؤلفاً من خمسة مجلدات:
- المجلدان الأول والثاني هما الأصل - ويرمز له بـ حرف G أو GAL.
- والمجلدات الثلاثة الباقية هي ملاحق - ويرمز لها بـ Brock.S.1 أو Brock.S.2 أو SII - SI.[5]

والأصل والملاحق يشير كلاهما إلى الآخر ولا بد من الرجوع إليهما معاً في كل حالة. وأعيد طبع الكتاب سنة 1996 م.

## الترجمة العربية
عمل عبد الحليم النجار في ترجمة الكتاب فوافته المنيّة قبل أن ينجزه. ثم أتم ترجمتها رمضان عبد التواب وطبع الكتاب في ستة أجزاء مزج فيها المترجمون بين الأصل والملاحق.